# Поплава
Поплава (инундација) је природна појава која означава неуобичајено високи водостај у рекама и језерима, због кога се вода из речног корита или језерске завале прелива преко обале те плави околно подручје. Такође означава и нешто ређу и обично краткотрајнију појаву која се догађа на обалама мора. Директива о поплавама Европске уније дефинише поплаву као покривање водом земљишта које нормално није покривено водом.
Узроци поплава река и језера најчешће су високе падавине, односно нагло топљење снега и леда, док је код мора и великих језера узрок обично потрес, неуобичајено снажна олуја или деловање вулкана.
Кориштење благодати које доносе поплаве, односно борба против њихових негативних последица, били су значајни фактори у развоју првих људских цивилизација. Системе за одбрану од поплава чине одбрамбени насипи.
Према узроцима настанка поплаве се могу поделити на:
- поплаве настале због јаких падавина[3]
- поплаве настале због нагомилавања леда у рекама[3]
- поплаве настале због клизања земљишта или потреса,
- поплаве настале због рушења бране или ратних разарања.[3]

С обзиром на време формирања воденог таласа поплаве се могу разврстати на:
- мирне поплаве - поплаве на великим рекама код којих је потребно десет и више сати за формирање великог воденог таласа
- бујичне поплаве - поплаве на брдским водотоцима код којих се формира велики водени талас за мање од десет сати,
- акцидентне поплаве - поплаве код којих се тренутно формира велики водени талас рушењем водопривредних или хидроенергетских објеката

## Могућности заштите

### Техничке мере
- Редовна контрола водостаја и ознака најризичнијих подручја с аутоматским алармирањем кризног центра.[4]
- Стварање кривудавог тока реке или вештачких канала.
- Вештачки канали који преузимају вишак падавина.
- Вреће напуњене песком односно бране[5]
- Вештачке бране код хидроцентрала
- Металне бране се учврсте помоћу ексера или шрафова на камену или бетонску подлогу
- Гумено црево, пречника око 1 метар, које се напуни водом. Сопственом тежином задржавају воду.[5][6]
- Куће и други стамбени објекти у приземљу као и у подруму обложити битуменом који задржава воду, с тим да су врата и прозори такође заштићени од продирања воде[7]

### Организација и законодавство
- Благовремено евакуисање становништва[8]
- Редовно обучавање становништва[4]
- Забрана изградње кућа у опасним подручјима[4][8]

## Основни типови

### Површинске поплаве
До поплава може доћи на равним или ниским областима кад је унос воде путем кише или топљења снега бржи него што може да се исфилтрира кроз земљиште или да отече. Вишак се акумулира у месту, понекад до хазардних дубина. Површинско земљиште може да постане засићено, што ефективно зауставља инфилтрацију, где је горња граница подземне воде висока, као што је то случај у поплавним подручјима. Поплаву може изазвати интензивна киша једне или серије олуја. Инфилтрација се исто тако одвија споро до занемарљиве брзине кроз замрзнуто земљиште, стене, бетонске површине, плочњаке, или кровове. Површинско плављење почиње на равним површинама као што су поплавна подручја и локалне депресије које нису повезане са проточним каналима, пошто брзина копненог тока зависи од површинског нагиба. Ендорхејски базени могу да буду изложени површинском плављењу током периода кад преципитација премашује стопу евапорације.

### Речне (каналске) поплаве
Поплаве се јављају код свих типова река, потока и канала, од најмањих ефемералних токова у влажним зонама до нормално сувих канала у сувим климатским пределима, до највећих река на свету. Када се копнени ток јавља на обрађеним пољима, то може резултирати у муљним поплавама при чему се седименти захватају бујицом и бивају ношени као суспендовани материјал или постељично оптерећење. Локализоване поплаве могу да буду узроковане или погоршане дренажним препрекама, као што су клизишта, лед, крхотине, или даброве бране.
Споро растуће поплаве најчешће се јављају у близини великих река са великим сливним областима. Повећање тока може да буде резултат дуготрајних падавина, брзог топљења снега, монсуна, или тропских циклона. Међутим, велике реке могу да произведу брзо плављење у областима са сувом климом, пошто оне могу да имају велике сливове али мале речне канале, а киша може да буде веома интензивна у мањим областима тих сливова.
Брза плављења, укључујући бујице, се чешће јављају на мањим рекама, рекама са стрмим долинама, рекама које теку у највећем делу своје дужине преко непропусног терена, или на нормално сувим каналима. Узрок може да буде локализована конвективна преципитација (интензивне олује са грмљавином) или нагло испуштање из узводног затварања креираног иза бране, клизишта, или ледњака. Једном приликом, бујица је усмртила осморо људи који су уживали у води у недељу поподне код популарног водопада у уском кањону. Без икаквих падавина, проток се повећао од око 1,4 на 42 m³/s за само један минут. Две веће поплаве су се догодиле на истом месту током једне недеље, али нико није био код водопада тих дана. До смртоносних поплава је дошло услед олуја са грмљавином над делом дренажног базена, где су стрми нагиби од голих стена чести, а танак слој земљишта је већ био засићен.
Бујице су најчешћи тип поплава у нормално сувим каналима сушних зона, познатим као аројос у јужним деловима Сједињених Држава и под многим другим именима другде. У том окружењу, прва поплавна вода која стигне се исцрпљује влажењем пешчаног корита потока. Водећи фронт поплаве стога напредује спорије него каснији и већи токови. Консеквентно, успињући показивач хидрографа се помера све брже како се вода креће низводно, док стопа протока не постане тако велика да је исцрпљивање услед влажења занемарљиво.

### Естуарне и приобалне поплаве
Поплаве у естуарима су често узроковане комбинацијом морских плимских удара произведених ветровима и ниским барометарским притиском, и оне могу да буду појачане високим узводним речним протоком.
Обалске области могу да буду поплављене услед невремена на мору, које узрокује да таласи премашују одбрамбене бране или у озбиљним случајевима цунамијем или тропским циклонима. Олујни налети, било услед тропског циклона или екстратропског циклона, се убрајају у ову категорију. Из истраживања Националног центра за урагане је изведен закључак: „Олујни удар је абнормално подизање воде узроковано олујом, преко и изнад предвиђеног астрономског плимног нивоа. Олујни удар не треба поистовећивати са олујном плимом, која се дефинише као подизање нивоа воде услед комбинације олујног удара и астрономске плиме. Ово подизање нивоа воде може да узрокује екстремно плављење у обалским областима, посебно кад се олујни удар подудари са нормалном високом плимом, што резултира у олујним плимама које досежу до 20 стопа или више у неким областима.”

### Урбане поплаве
Урбано плављење је поплављивање земљишта или имовине у изграђеним окружењима, посебно у густо насељеним областима, узроковано падавинама које надмашују капацитет дренажних система, као што је падавинска канализација. Мада су понекад изазване догађајима као што су бујице или топљење снега, урбане поплаве је стање које карактерише његов понављајући и системски утицај на заједнице, до чега може доћи независно од тога да ли се угрожене заједнице налазе унутар одређених поплавних подручја или у близини неке водене масе. Осим потенцијалног преливања река и језера, топљења снега, вода нанета олујом или вода испуштена из оштећених инсталација се могу акумулирати на имовини и јавним пролазима, продрети кроз зидове и подове зграда, или се вратити у зграде кроз канализационе цеви, тоалете и судопере.
У урбаним областима, последице поплаве могу да буду погоршане постојећим асфалтираним улицама и путевима, који повећавају брзину тока воде.
Ток поплава у урбанизованим подручјима представља опасност за становништво и инфраструктуру. Неке од недавних катастрофа су поплава Нима (Француска) 1998. и Везон-ла-Ромена (Француска) 1992. године, поплава Њу Орлеанса (САД) 2005 , и поплаве Рокхемптона, Бундаберга, Бризбејна током лета 2010–2011 у Квинсленду (Аустралија). Токови поплава у урбаним срединама су проучавани релативно скоро упркос тога што се већ вековима јављају. Нека од недавних истраживања су разматрала критеријуме за безбедну евакуацију особа у поплављеној области.

### Катастрофалне поплаве
Катастрофална речна плављења се обично асоцирају са великим инфраструктурним пропустима као што је колапс бране, мада она могу да буду узрокована модификацијама дренажних канала услед клизишта, земљотреса или вулканске ерупције. Примери су изливне поплаве и лахари. Цунамији могу да узрокују катастрофалне обалске поплаве. Они су најчешће узроковани подводним земљотресима.

## Узроци

### Чиниоци успона
Количина, локација и временски распоред којим вода из природних падавина достиже дренажни канал, као и контролисана или неконтролисана испуштања из резервоара одређују проток на низводним локацијама. Део преципитације испарава, део полако перколира земљиште, део може привремено да буде одвојен у виду снега или леда, а остатак може да буде брзо одводњен са површина као што су камен, коловози, кровови и засићено или замрзнуто тло. Уочено је да фракција инцидентних падавина које директно досежу дренажни канал иде од нуле за лаку кишу на сувом равном терену до скоро целокупне количине падавина за врућу кишу на акумулираном снегу.
Највећи део записа о преципитацији је базиран на мерењима дубине примљене воде током фиксног временског интервала. Фреквенција прагова падавина од интереса може да буде одређена из броја мерења која прекорачују вредност прага током датог временског периода за који су мерења доступна. Индивидуална мерења се конвертују у интензитет дељењем сваке измерене дубине периодом времена између опсервација. Овај интензитет ће бити мањи од стварног пика интензитета ако трајање кише није био фиксан временски интервал за који су мерења извршена. Конвективни падавински догађаји (грмљавинске олује) имају тенденцију одвијања у краћим временским интервалима него орографска преципитација. Трајање, интензитет, и фреквенција падавинских догађаја су важни за предвиђање поплава. Краткотрајна преципитација је значајнија за плављење унутар малих дренажних сливова.
Најважнији успонски фактор у одређивању величине поплава је површина земљишта слива узводно од подручја од интереса. Интензитет кише је други фактор по важности за сливове са мање од приближно 80 km². Нагиб главног канала је један од важних фактора за велике сливове.
Време концентрације је временски период неопходан да одлив са најудаљеније тачке узводне дренажне области досегне тачку дренажног канала која контролише плављење области од интереса. Време концентрације дефинише критично трајање максималних падавина за подручје од интереса. Критично трајање интензивних падавина може бити само неколико минута за кровне и дренажне конструкције паркиралишта, док би кумулативне падавине током неколико дана биле критичне за речне сливове.

### Низводни фактори
Вода која тече низбрдо на крају наилази на низводно успоравање кретања. Крајње ограничење је често океан или природно или вештачко језеро. Елевационе промене као што су плимне флуктуације су значајне детерминанте приобалних и естуарних поплава. Мање предвидиви догађаји, као што су цунамији и олује, могу такође проузроковати промене висине у великим воденим телима. Елевација текуће воде се контролише геометријом проточног канала. Ограничења проточног канала као што су мостови и кањони имају тенденцију контролисања елевације воде изнад ограничења. Стварна контролна тачка за било који домет одводњавања може се мењати с променом надморске висине, тако да ближа тачка може контролисати ниже нивое воде док удаљенија тачка контролише више водене нивое.
Ефективна геометрија поплавног канала може да буде промењена растом вегетације, акумулацијом леда или крхотина, или конструкцијом мостова, зграда, или насипа унутар плавног канала.

### Коинциденција
Екстремни поплавни догађаји често произилазе из коинцидентних промена, као што су необично интензивне, топле кише које топе дебеле наслаге снега, производећи каналне опструкције од пливајућег леда, и ослобађање малих препрека као што су дабарске бране. Коинцидентни догађаји могу да узрокују да екстензивна плављења буду чешћа него што би се могло очекивати на основу поједностављених модела статистичких прогноза, који узимају у обзир само отицање падавина унутар неометаних канала за одводњавање. Модификације геометрије канала услед дебриса су честе када се тешки токови померају ишчупано дрвеће и поплавом оштећене структуре и возила, укључујући бродове и железничку опрему. Недавна мерења на терену током поплава у Квинсленду 2010-11 су показала да било који критеријум који је искључиво базиран на брзини протока, дубини воде или специфичном моменту не може да узме у обзир опасности узроковане брзинама и флуктуацијама дубине воде. Ова разматрања даље игноришу ризике који су повезани са великим крхотинама уловљеним кретањем тока.
Неки истраживачи су поменули ефекат складиштења у урбаним областима са транспортационим коридорима креираним путем изрезивања и пуњења. Пропусти се могу претворити у бране, ако постану блокирани дебрисом, и проток може да буде преусмерен дуж улица. Неколико студија је изучавало обрасце протока и редистрибуције по улицама током невремена и импликације моделовања поплава.

## Ефекти

### Примарни ефекти
Примарни ефекти поплаве укључују губитак живота, оштећења објеката и других објеката, укључујући мостове, канализацијске системе, путеве и канале.
Поплаве исто тако често оштећују електро-дистрибуционе инсталације и понекад инсталације за производњу електричне струје, што затим узрокује нежељене последице услед нестанка струје. Тиме су обухваћени губитак постројења за прераду воде и одсуство снабдевања водом, што може довести до губитка воде за пиће или озбиљне контаминације воде. Поплава такође може проузроковати губитак постројења за одвођење отпадних вода. Недостатак чисте воде у комбинацији са људском канализацијом у поплавној води повећава ризик од болести преносивих водом, као што су тифус, гијардија, криптоспоридијум, колера и многе друге болести у зависности од локације поплаве.
Оштећење путева и транспортне инфраструктуре може да отежа мобилизацију помоћи пострадалима, као и пружања хитне медицинске помоћи.
Поплавне воде типично преплављују фармско земљиште, чинећи земљиште необрадивим и спречавајући сејање и жетву усева, што може довести до несташице хране за људе и фармске животиње. Целокупне жетве једне земље могу бити изгубљене у екстремним околностима. Неке врсте дрвећа не могу да преживе дуготрајно плављење њихових коренских система.